# Herbert Zettel
Herbert Zettel (* 3. Februar 1963 in Wien) ist ein österreichischer Entomologe.

## Leben
Zettel absolvierte ab 1981 ein Biologiestudium an der Universität Wien, wo er 1991 in Zoologie und Botanik graduiert wurde. Ab 1987 folgte ein Doktoratsstudium am Naturhistorischen Museum Wien, wo er 1991 mit der Dissertation Beiträge zu einer Revision der Cheloninae unter besonderer Berücksichtigung der Tribus Phanerotomini (Hymenoptera: Braconidae, Cheloninae) zum Ph.D. promoviert wurde. 1992 wurde er Kustos der Schnabelkerfe-Sammlung an der Entomologischen Abteilung des Naturhistorischen Museums Wien. 1980 begann er mit Studien über die Käfer Mitteleuropas und des Mittelmeers, wobei er sich hauptsächlich mit den Käferfaunen Österreichs und benachbarter Staaten befasste. Später widmete er sich den paläarktischen Schwarzkäfern und Laufkäfern, die er hauptsächlich in den Alpen, in Südosteuropa und in Nordafrika sammelte. In einem aktuellen Forschungsprojekt befasst er sich mit den Sandlaufkäfern der Philippinen.
Ein weiteres Interesse gilt den paläarktischen Brackwespen, die er zuerst 1986 im Rahmen seiner Doktorarbeit studierte. Zudem führte er Untersuchungen zur österreichischen Hautflügler-Fauna durch, darunter Projekte am Hundsheimer Berg in Niederösterreich sowie Studien über die Zehrwespen und die Brackwespen. Aktuelle Studien umfassen die Faunistik und Ökologie der Stechimmen in Trockenhabitaten Österreichs sowie Projekte zur Biodiversität und Taxonomie philippinischer Ameisen.
Seit 1992 widmet sich Zettel den aquatischen und semiaquatischen Wanzen, wobei sein Interesse hauptsächlich den orientalischen und malesischen Taxa gilt. Zu den von ihm bearbeiteten Familien gehören die Zwergwasserläufer, die Bachläufer, die Helotrephidae und die Grundwanzen.
Neben zahlreichen Sammelexkursionen in Österreich unternahm Zettel Reisen nach Ungarn, Slowakei, Kroatien, Serbien, Rumänien, Italien, in die Schweiz, Tunesien, Marokko, Kenia, Philippinen, Malaysia, Thailand und Singapur.
Zettel ist oder war Redaktionsleiter bei diversen Fachzeitschriften, darunter von 1991 bis 1994 bei der Koleopterologische Rundschau, von 1994 bis 1996 bei den Annalen des Naturhistorischen Museums in Wien, Serie B (Botanik & Zoologie), seit 1996 bei Amemboa, News and Results on Thai Heteroptera und seit 2003 bei den Myrmecological News. Seit 1999 ist er stellvertretender Obmann der Österreichischen Gesellschaft für Entomofaunistik.